# Resolutie 1232 Veiligheidsraad Verenigde Naties
Resolutie 1232 van de Veiligheidsraad van de Verenigde Naties werd unaniem door de VN-Veiligheidsraad aangenomen op 30 maart 1999.

## Achtergrond
Begin jaren 1970 ontstond een conflict tussen Spanje, Marokko, Mauritanië en de Westelijke Sahara zelf over de Westelijke Sahara, een gebied dat tot dan in Spaanse handen was. Marokko legitimeerde zijn aanspraak op basis van historische banden met het gebied. Nadat Spanje het gebied opgaf bezette Marokko er twee derde van. Het land is nog steeds in conflict met Polisario dat met steun van Algerije de onafhankelijkheid blijft nastreven. Begin jaren 1990 kwam een plan op tafel om de bevolking van de Westelijke Sahara via een volksraadpleging zelf te laten beslissen over de toekomst van het land. Het was de taak van de VN-missie MINURSO om dat referendum op poten te zetten. Het plan strandde later echter door aanhoudende onenigheid tussen de beide partijen waardoor ook de missie nog steeds ter plaatse is.

## Inhoud
De Veiligheidsraad:
- Herinnert aan de vorige resoluties over de Westelijke Sahara.
- Verwelkomt het rapport van de secretaris-generaal met opmerkingen en aanbevelingen.
- Verwelkomt ook dat Marokko in principe instemde met de maatregelen van de secretaris-generaal.

1. Beslist het mandaat van MINURSO te verlengen tot 30 april zodat overeenstemming kan worden bereikt over de details van de uitvoering van de identificatie (van kiezers).
2. Beide partijen werden gevraagd de gesprekken over de terugkeer van vluchtelingen voort te zetten.
3. Verwelkomt het akkoord van MINURSO met Marokko over mijnen en niet-ontplofte munitie en vraagt Polisario hetzelfde te doen.
4. Vraagt de secretaris-generaal tegen 23 april te rapporteren over de uitvoering van deze resolutie.
5. Besluit op de hoogte te blijven.

## Verwante resoluties
- Resolutie 1224 Veiligheidsraad Verenigde Naties
- Resolutie 1228 Veiligheidsraad Verenigde Naties
- Resolutie 1235 Veiligheidsraad Verenigde Naties
- Resolutie 1238 Veiligheidsraad Verenigde Naties

Lijst ·  1220 ·  1221 ·  1222 ·  1223 ·  1224 ·  1225 ·  1226 ·  1227 ·  1228 ·  1229 ·  1230 ·  1231 ·  1232 ·  1233 ·  1234 ·  1235 ·  1236 ·  1237 ·  1238 ·  1239 ·  1240 ·  1241 ·  1242 ·  1243 ·  1244 ·  1245 ·  1246 ·  1247 ·  1248 ·  1249 ·  1250 ·  1251 ·  1252 ·  1253 ·  1254 ·  1255 ·  1256 ·  1257 ·  1258 ·  1259 ·  1260 ·  1261 ·  1262 ·  1263 ·  1264 ·  1265 ·  1266 ·  1267 ·  1268 ·  1269 ·  1270 ·  1271 ·  1272 ·  1273 ·  1274 ·  1275 ·  1276 ·  1277 ·  1278 ·  1279 ·  1280 ·  1281 ·  1282 ·  1283 ·  1284